# Municipio de Ohio (Dakota del Sur)
El municipio de Ohio (en inglés: Ohio Township) es un municipio ubicado en el condado de Hand en el estado estadounidense de Dakota del Sur. En el año 2010 tenía una población de 106 habitantes y una densidad poblacional de 1,14 personas por km².

## Geografía
El municipio de Ohio se encuentra ubicado en las coordenadas 44°19′38″N 99°0′14″O / 44.32722, -99.00389. Según la Oficina del Censo de los Estados Unidos, el municipio tiene una superficie total de 93.36 km², de la cual 93,31 km² corresponden a tierra firme y (0,05 %) 0,05 km² es agua.

## Demografía
Según el censo de 2010, había 106 personas residiendo en el municipio de Ohio. La densidad de población era de 1,14 hab./km². De los 106 habitantes, el municipio de Ohio estaba compuesto por el 97,17 % blancos, el 2,83 % eran asiáticos. Del total de la población el 0,94 % eran hispanos o latinos de cualquier raza.